# Callispa limbifera
Callispa limbifera là một loài bọ cánh cứng trong họ Chrysomelidae. Loài này được Yu & Kang miêu tả khoa học năm 1961.